# Carbinoxamina
La Carbinoxamina, en su forma de maleato, es un antihistamínico de primera generación introducido en 1974. Es un derivado de la etanolamina antagonista de los receptores H1 de la histamina.

## Usos
El maleato de carbinoxamina es levemente sedante y fue aprobado para tratar la rinitis alérgica estacional y perenne en niños de 2 años o más. También se usa para tratar la rinitis vasomotora, la conjuntivitis, la urticaria, el angioedema y el dermatografismo (una forma de urticaria hipersensible).

### Uso en embarazo
Aunque nunca se estudió el fármaco en mujeres embarazadas, los efectos secundarios en animales promovieron colocarlo en la categoría C, por lo que no debe emplearse en embarazadas.
La carbinoxamina se halla entre los fármacos con leve potencial de provocar arritmia con respecto de otros antihistamínicos, sin embargo, su uso en Europa disminuyó para dar entrada a medicamentos más seguros.

## Actualidad
La carbinoxamina fue empleada en combinación con pseudoefedrina para el alivio de síntomas de resfriado, gripe, sin embargo, las marcas de los medicamentos continúan en el mercado pero ahora clorfenamina en vez de la carbinoxamina, y con fenilefrina en vez de la pseudoefedrina ya que este componente ha sido retirado del mercado.

## Nueva formulación
Karbinal ER ("extended release", liberación prolongada), es una nueva forma de maleato de carbinoxamina en forma de suspensión oral fabricado por Tris Pharma. Es un complejo formado con maleato de carbinoxamina y poliestireno sulfonato de sodio que promueve la liberación sostenida del fármaco de modo que una dosis de 16mg es bioequivalente a dos dosis de 8 mg.